# تپه چشمه بطال
تپه چشمه بطال مربوط به مس و سنگ است و در شهرستان گیلانغرب، بخش گواور، دهستان گواور، ۲۵۰ متری جنوب روستای چشمه بطال واقع شده و این اثر در تاریخ ۲۷ اسفند ۱۳۸۶ با شمارهٔ ثبت ۲۲۳۳۳ به‌عنوان یکی از آثار ملی ایران به ثبت رسیده است.